# Moschea İlyas Bey
La moschea İlyas Bey è un edificio storico islamico a Mileto nella provincia di Aydın, nella Turchia occidentale.  È stata costruita nel 1403 da Moschea İlyas Bey (1402-1421), governatore dell'emirato di Menteşe.

## Architettura
La moschea fa parte di un complesso che comprende una madrasa, un istituto d'insegnamento religioso, e un hammam. La sala da preghiera è coperta da una cupola con un diametro di 14 metri, costruita con mattoni e coperta da tegole, posata su una base ottagonale che poggia sulle quattro pareti. Il minareto in mattoni è crollato nel 1955 a causa di un terremoto. Il complesso è situato all'interno del sito archeologico di Mileto. Accanto al complesso, sono state scoperte le rovine di una villa con un bagno, risalenti all'epoca bizantina.
Al complesso di Ilyas Bey è stato assegnato nel 2012 per la sua conservazione i l Premio del patrimonio culturale dell'Unione europea/concorso Europa Nostra.

## Galleria d'immagini

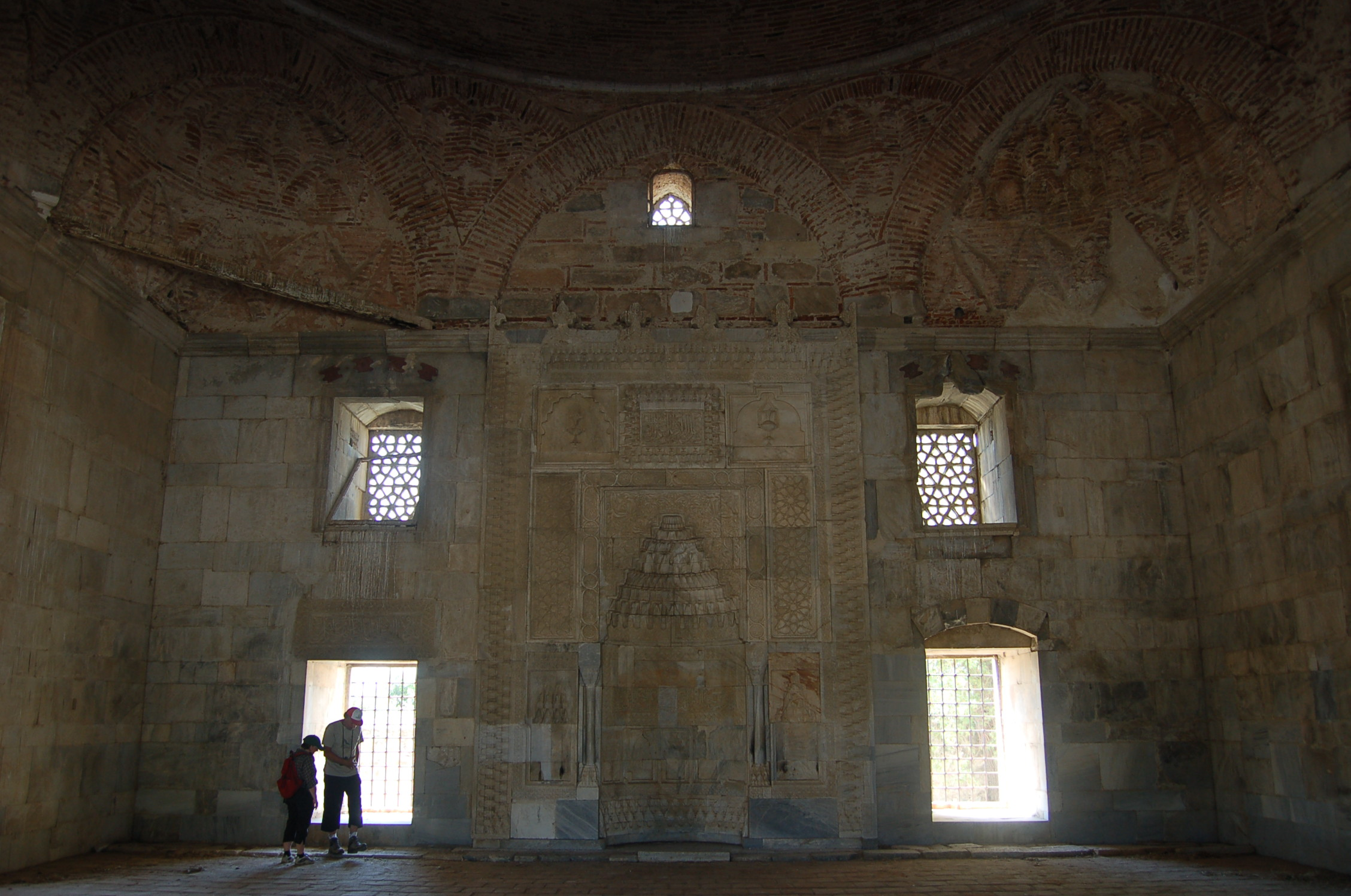
Interno della moschea
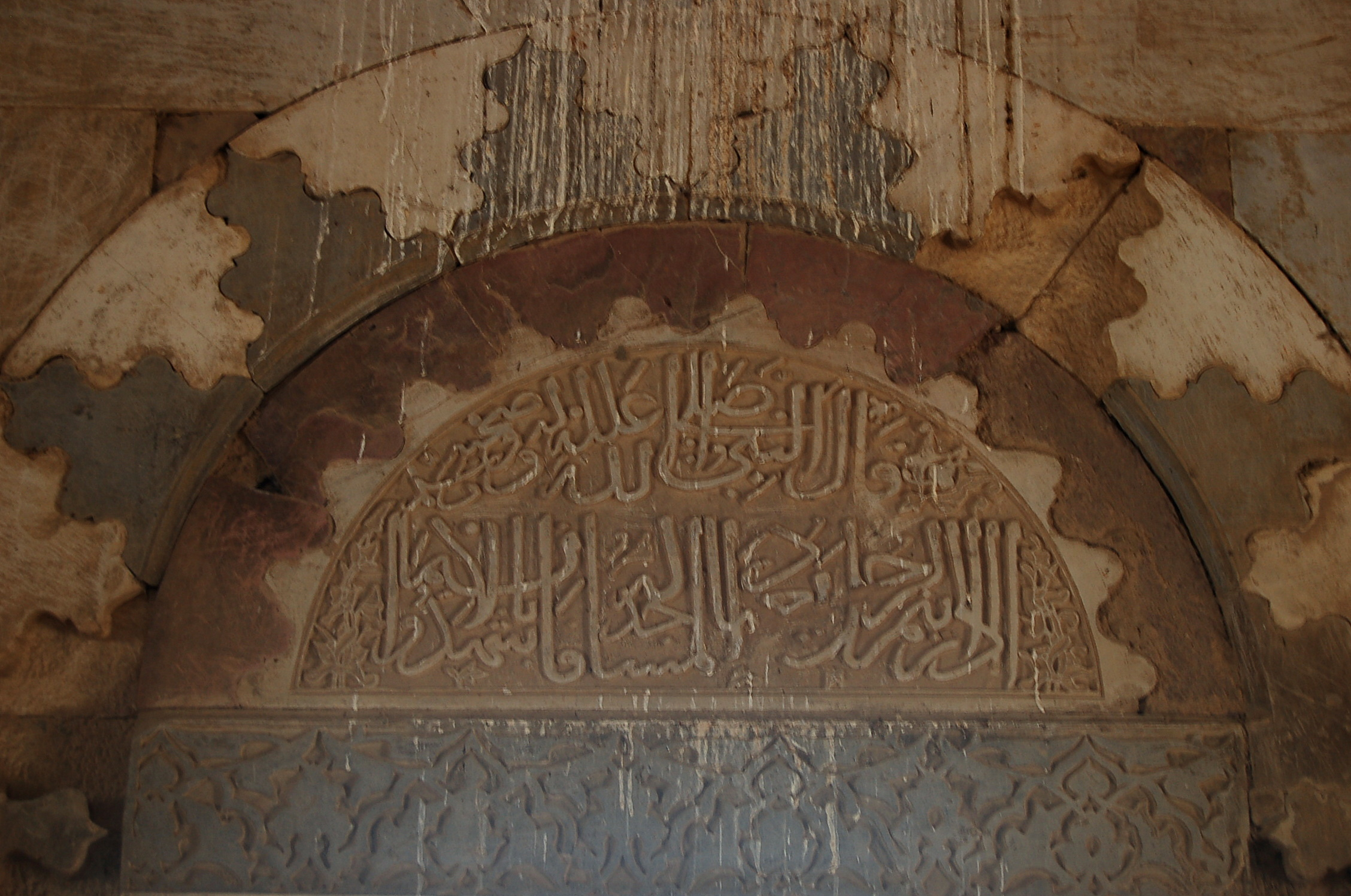
Iscrizioni
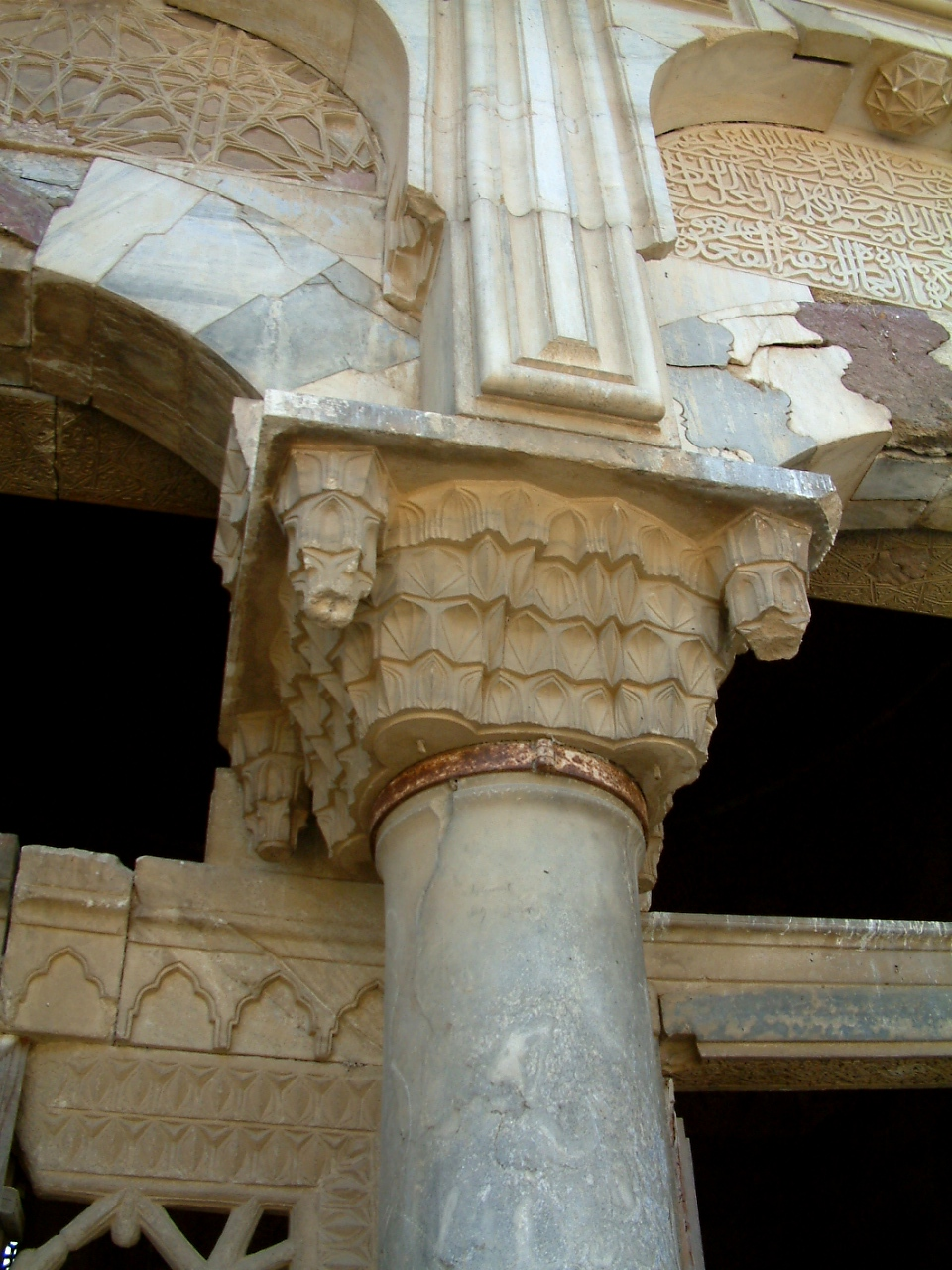
Colonna
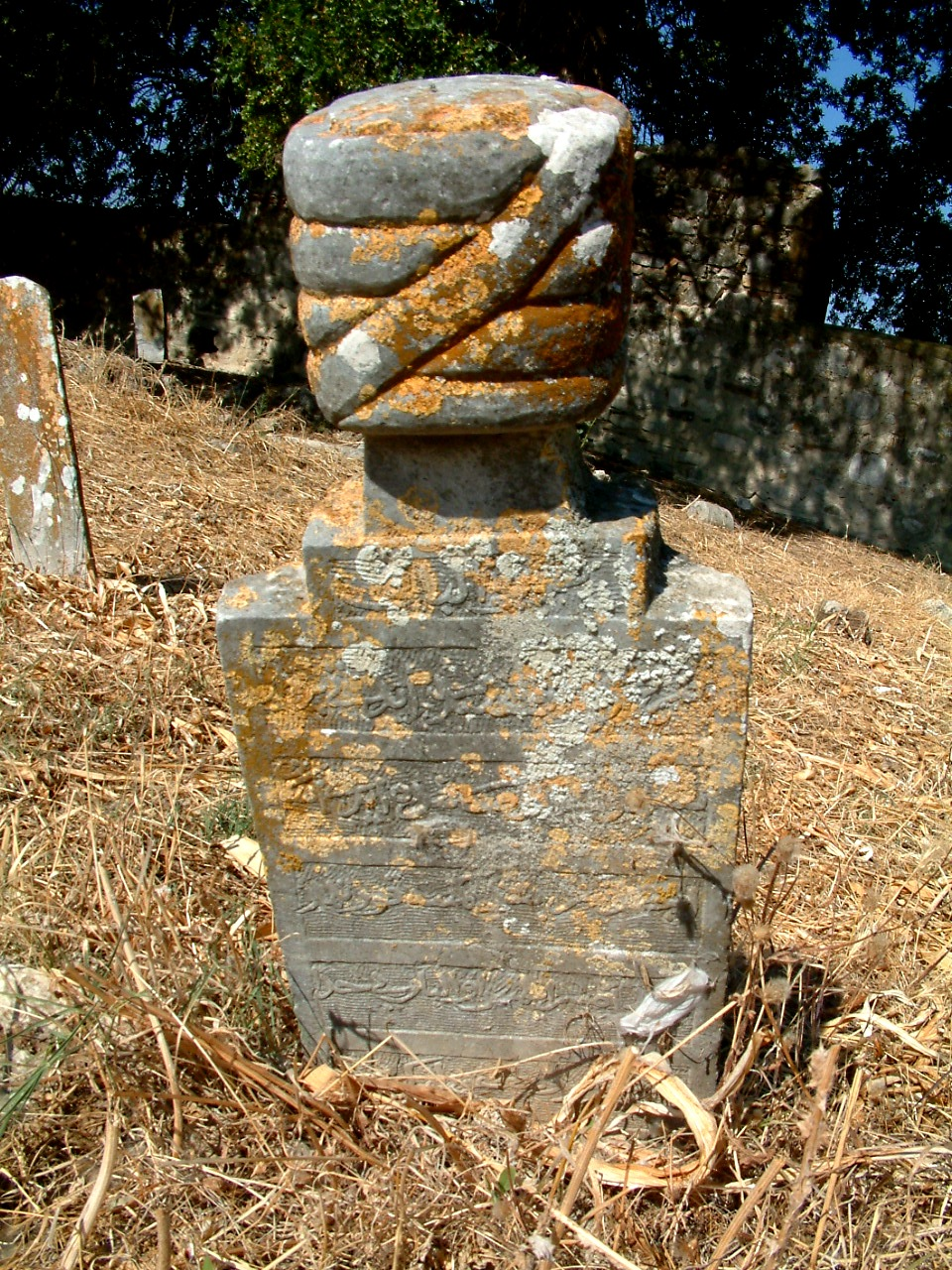
Pietra sepolcrale
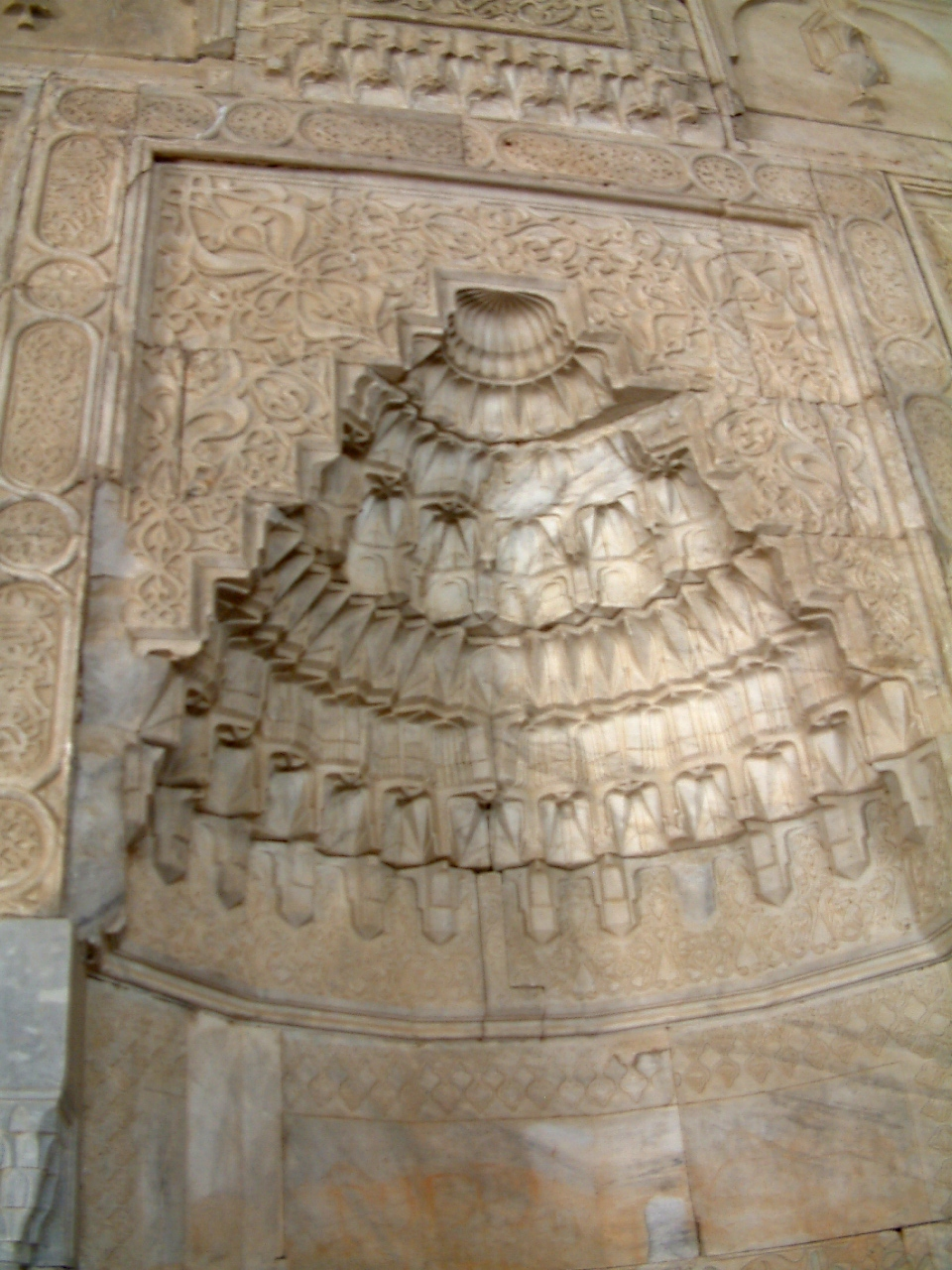
miḥrāb con Muqarnas
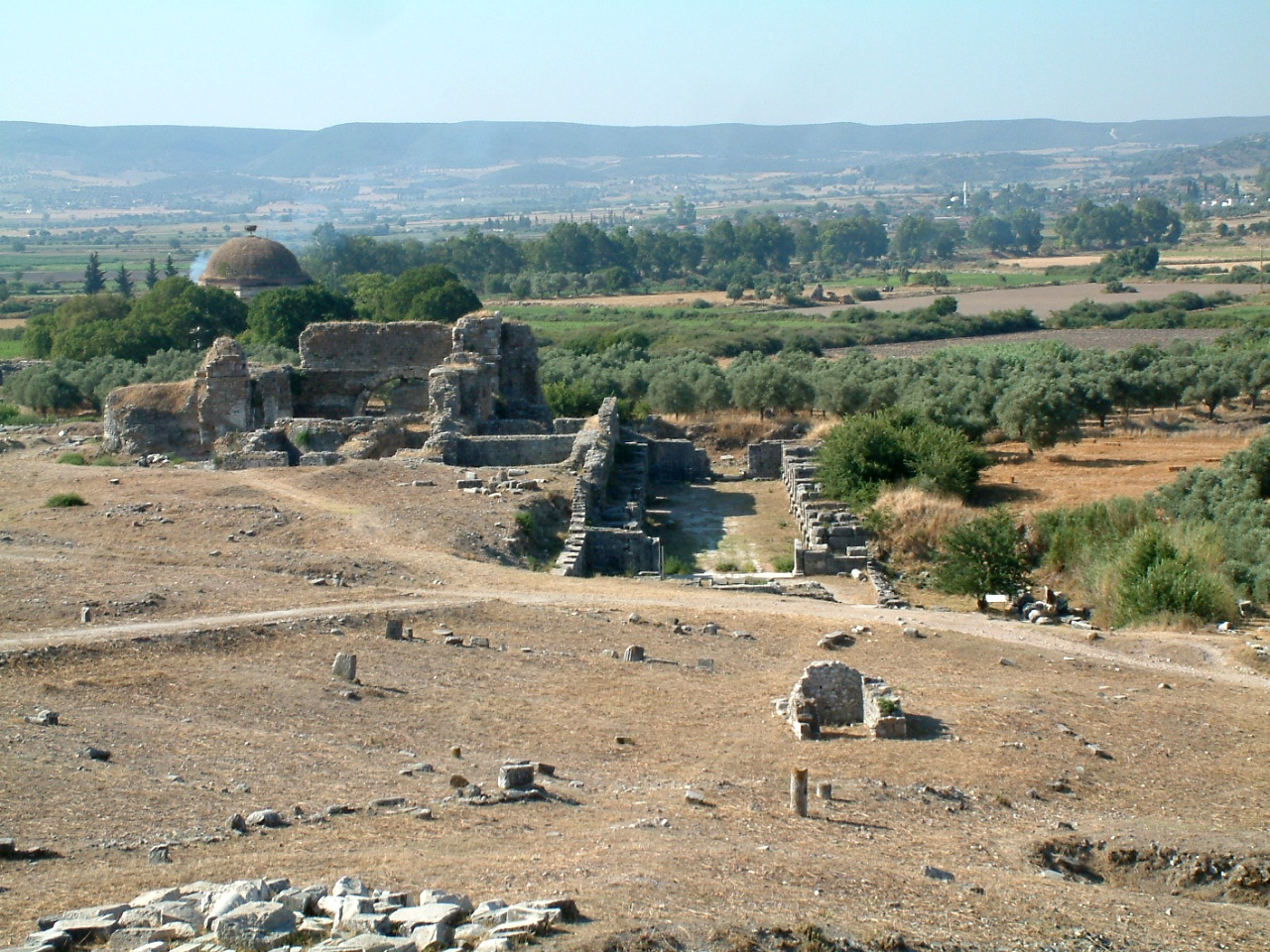
Vista del complesso dalla distanza
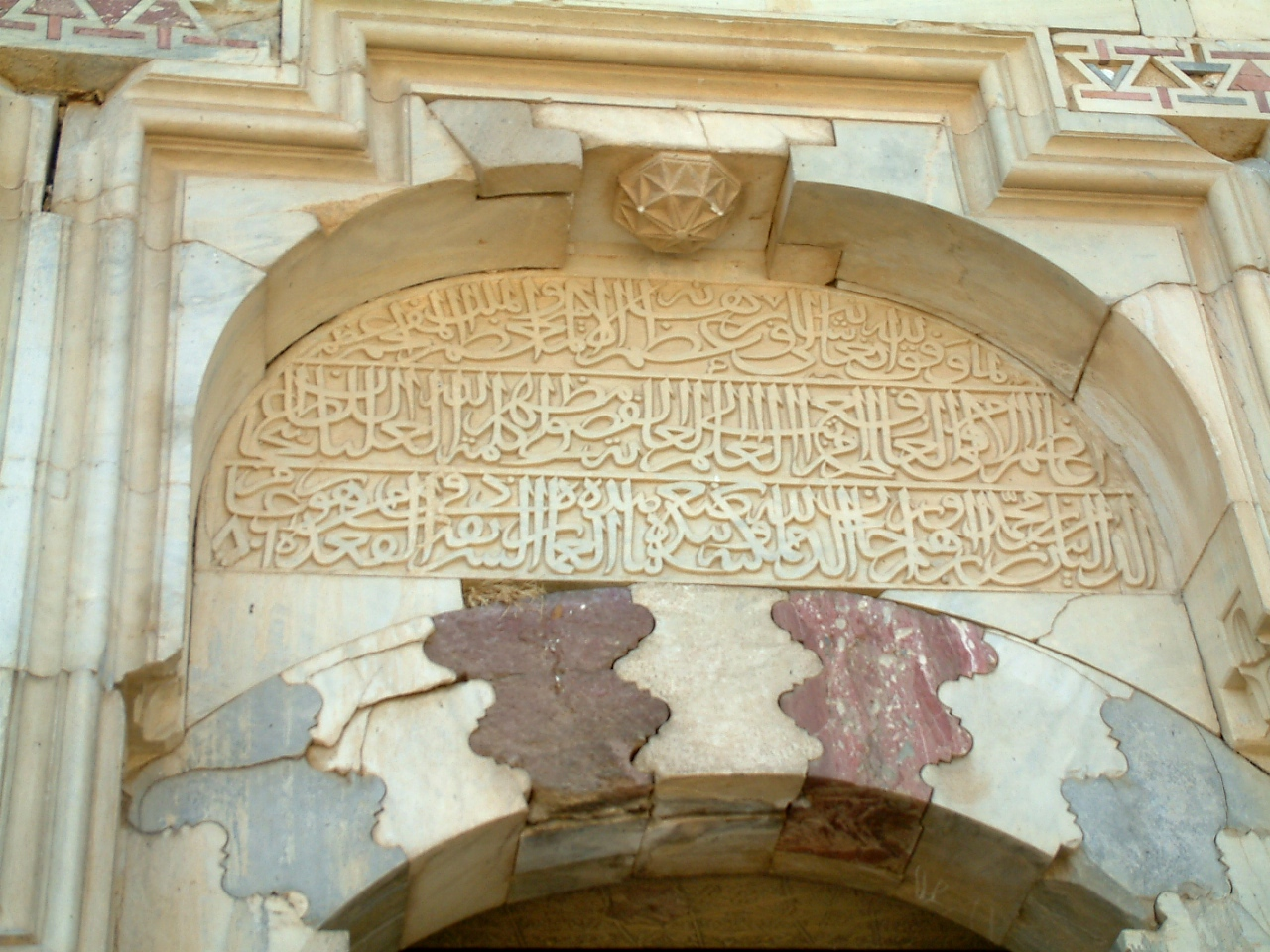
Iscrizioni
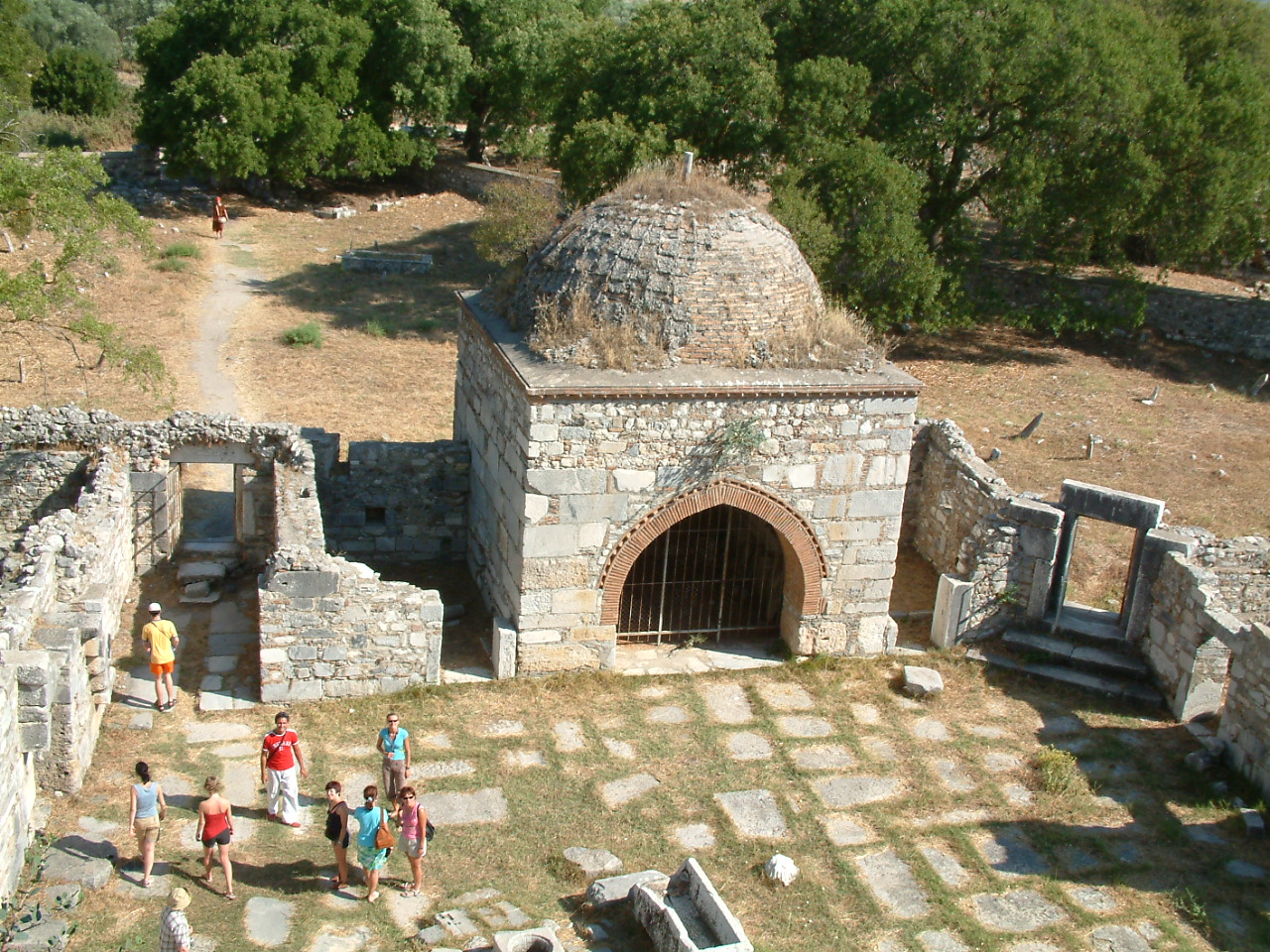
Vista dal tetto